# 王茅镇
王茅镇，是中华人民共和国山西省运城市垣曲县下辖的一个乡镇级行政单位。

## 行政区划
王茅镇下辖以下地区：
王茅村、复兴村、西王茅村、东窑村、小赵村、柳庄村、北河村、寨里村、上亳村、下亳村、晁家坡村、南坡村和白水村。